# BBC Two
BBC Two — британский общественный развлекательный телеканал. Входит в BBC.
Первоначально «BBC Two» была третьей британской телевизионной станцией по числу аудитории. Начала вещание 20 апреля 1964, а с 1 июля 1967 года стала первым телевизионным каналом в Европе, транслирующимся в цвете. По задумке, канал предназначался для более интеллектуальной публики, и, хотя эта тенденция продолжается и в настоящем времени, большинство специализированных программ, ранее транслирующихся на BBC Two, например BBC Proms, сейчас, как правило, появляются на BBC Four. Версия канала в высокой чёткости запущена 26 марта 2013 года, заменив BBC HD.

## История

### Запуск
На момент запуска BBC Two в Великобритании вещали только телеканалы BBC Television Service и ITV, которые являлись сетями малых региональных компаний. Оба канала вели конкурентную борьбу с момента запуска ITV в 1955 году, стремясь завоевать популярность среди телезрителей. В 1962 году Пилкингтонский комитет по телерадиовещанию, обсуждая вопрос о запуске третьего телеканала, принял решение предоставить третий канал корпорации BBC, потому что ITV не занималось всерьёз этим вопросом. По этому случаю первый телеканал BBC получил наименование BBC1.
Официальной датой начала вещания было объявлено 20 апреля 1964 в 19:20. Первой программой должно было стать комедийное шоу «The Alberts», в котором собирались показать номер советского актёра эстрады Аркадия Райкина, который гастролировал по Великобритании в то время. После «The Alberts» должен был последовать мюзикл «Целуй меня, Кэт», по окончании которого собирались показать торжественный фейерверк, символизирующий открытие телеканала. Однако в 18:45 на электростанции Баттерси произошёл пожар, что привело к отключению электричества во всём Западном Лондоне. BBC1 продолжил вещание из Александра-палас, однако запуск BBC2 так и не состоялся. ITV подал запрос на занятие третьей кнопки, однако ему было отказано. В 22:00 было объявлено о том, что вопрос о запуске телеканал откладывается до следующего утра.
Поскольку центр в Александра-палас не пострадал, оттуда в 19:25 диктор Джеральд Пристлэнд вечером зачитал программу передач на завтра. Предполагалось, что эта программа передач не была записана на какой-либо носитель, однако в 2003 году в архивах была обнаружена видеокассета с программой передач.
21 апреля в 11:00 было восстановлено энергоснабжение всех телестудий BBC, и BBC2 официально был запущен: начало вещания положила программа передач, а после неё была показана детская телепередача «Play School», ставшая первой телепрограммой на BBC2. Вещание телеканала по случаю произошедших за день до этого событий началось с изображения горящей в темноте свечи, которую саркастически задул Денис Тьюи. Для повышения рейтинга канала и создания его уникального имиджа BBC начала показывать сериал «Сага о Форсайтах», адаптацию рассказов Джона Голсуорси, с актёрами Кеннетом Мором и Эриком Портером. Сериал на BBC2 посмотрели около 6 миллионов человек, что стало большим успехом BBC.
В отличие от BBC One и ITV, телеканал BBC2 мог вещать только на стандарте 625 UHF, поэтому он не был доступен на стандарте 405 VHF. Это привело к открытию рынка телеприёмников, которые могли вещать на высоких и сверхвысоких частотах. Ранние технические проблемы (среди которых была невозможность перевода американских видеокассет типа NTSC на британские стандарты) были разрешены при помощи комиссии во главе с сэром Джеймсом Рэдмондом.

### Технические характеристики
Система вещания BBC Two с 625 строками на экране была совместима с цветным телевещанием: 1 июля 1967 BBC2 стал первым каналом цветного телевещания в Европе на основе системы PAL. Технология цветного телевещания была продемонстрирована в 13-м выпуске телесериала «Цивилизация» (1969), посвящённому двум тысячам лет западноевропейской культуры. На стандарт UHF BBC1 и ITV перешли вскоре после BBC2, однако до 1985 года вещали на 405-строчном формате VHF. 15 ноября 1969 цветная система PAL была представлена одновременно и на телеканалах BBC и ITV.
В 1979 году при помощи компьютерной графики был создан логотип телеканала в виде оранжевой цифры 2. Это положило начало эре использования компьютерной графики инженерами на разных телеканалах Великобритании для создания логотипов. Позднее BBC Two стал первым британским телеканалом, перешедшим с аналогового вещания на цифровое (10 октября 2012 переход был завершён после присоединения к этой цифровой зоне и Северной Ирландии). 26 марта 2013 года BBC Two перешёл в формат HD. В 2012 году на международном телефестивале в Эдинбурге он выиграл приз лучшего телеканала года.

## BBC Two HD
Вещание программ с телеканала BBC Two в формате HD велось изначально на BBC HD наравне с программами телеканалов BBC Three, BBC Four, CBBC и CBeebies. Однако генеральный директор Марк Томпсон 6 октября 2011 заявил о том, что все телеканалы скоро перейдут на HD-формат, и это приведёт к упразднению BBC HD. Перевод в широкоформатное вещание позволил корпорации сэкономить 2,1 млн фунтов стерлингов.
19 февраля 2013 была объявлена дата запуска BBC Two HD: 6 часов утра 26 марта 2013. Освободившееся место заняли каналы телерадиокомпании Sky, чтобы позволить вещать BBC One HD и BBC Two HD с использованием технологии EPG на 141-й и 142-й кнопках. 16 июля 2013 в BBC заявили, что готово начать HD-вещание не только в Англии, но и в Северной Ирландии, Шотландии и Уэльсе, однако для этого понадобится поддержка руководства, а программа перевода на HD-формат будет составляться как минимум полгода.
10 декабря 2013 BBC Two HD снова изменило кнопку вещания в интересах телерадиокомпании Sky.

## Финансирование
Вещает без рекламы, поскольку спонсируется за счет государства.